# Кросна (Малопольське воєводство)
Кро́сна (пол. Krosna) — село в Польщі, у гміні Ляскова Лімановського повіту Малопольського воєводства.
Населення — 542 особи (2011).
У 1975—1998 роках село належало до Новосондецького воєводства.

## Демографія
Демографічна структура станом на 31 березня 2011 року:
|          | Загалом | Допрацездатний вік | Працездатний вік | Постпрацездатний вік |
| -------- | ------- | ------------------ | ---------------- | -------------------- |
| Чоловіки | 276     | 78                 | 170              | 28                   |
| Жінки    | 266     | 71                 | 144              | 51                   |
| Разом    | 542     | 149                | 314              | 79                   |